# Мадленер, Давид
Давид Мадленер (нем. David Madlener; род. 31 марта 1992, Фельдкирх, Форарльберг) — австрийский хоккеист, вратарь клуба «Пайонирс Форарльберг» и сборной Австрии.

## Карьера
Карьеру хоккеиста Давид Мадленер начал в молодёжном составе клуба «Фельдкирх». В 2013 году вошёл в состав хоккейного клуба «Дорнбирнер» как запасной вратарь. В 2015 году участвовал в предсезонных матчах австрийской сборной, и был в заявке команды на чемпионате мира-2015.